# Jacious Sears
Jacious Sears, född 14 augusti 2001, är en amerikansk friidrottare som tävlar i kortdistanslöpning.

## Karriär
Vid NCAA-mästerskapen i friidrott 2023 placerade hon sig på en tredjeplats på 100 meter. I april 2024 sprang hon 100 meter på tiden 10,77 sekunder.